# Bashe
Il Bashe (cinese: 巴蛇) è una creatura immaginaria della mitologia cinese: si tratta di un serpente gigantesco in grado di ingoiare interi elefanti.

## Il nome
Il nome bashe deriva dall'unione di ba 巴 (può significare "punta", "coda", "crosta", "aggrappare", "essere vicino") e she 蛇 (significa "serpente").
Il carattere cinese 巴 che sta per ba è reso graficamente con un pittogramma che rappresenta un serpente con una lunga coda. Nell'antichità - per la precisione nell'epoca della dinastia Zhou (1122 a.C.-256 a.C.) - questo carattere faceva spesso riferimento allo Stato di Ba, posizionato a est dell'attuale provincia di Sichuan. Nel moderno cinese, ba 巴 spesso serve per trascrivere parole prese in prestito dalle lingue straniere: per esempio in "Cuba" (古巴) e "banana" (芭蕉).
Bashe non è solo il nome del mitico rettile gigante, ma è anche il nome che i cinesi danno a ran 蚺 (o mang 蟒) - il pitone tipico del sud asiatico - al boa sudamericano e al mamba africano. Nelle letteratura, bashe è spesso indicato con un pittogramma di quattro caratteri che suona come bashetuxiang (巴蛇吞象), traducibile come "ba-il serpente che mangia un elefante".

## Antichi riferimenti letterari
I primi riferimenti al leggendario bashe (巴蛇) si trovano nel Chuci e nel Shanhaijing, due testi classici della letteratura cinese, scritti durante la dinastia Han (206 a.C.-220 a.C.).
Il Chuci è una raccolta di poesie (vedi Qu Yuan) dello Stato meridionale di Chu. Il bashe viene citato nella sezione dell'opera intitolata Tianwen. Il più autorevole traduttore del Chuci, David Hawkes, descrive il Tianwen come una serie di enigmi arcaici mescolati in modo originale a domande di natura speculativa o filosofica, e sostiene che il tutto deve essere nato come una sorta di catechismo usato a scopi mnemonici e che è poi stato riscritto e ampliato da poeti secolari. Tale questionario mitologico chiede:
Dove sono i dragoni senza corna che trasportano orsi sulle loro schiene? Dov'è il grande serpente con nove teste e dov'è Shu Hu? [...] Dove vivono i giganti? Dov'è la pianta con nove rami? Dov'è il grande fiore di canapa? Come può il serpente che ingoia gli elefanti digerire le loro ossa? (tr. Hawkes 1985:128) 
Il Shanhaijing è un testo che racconta di terre immaginarie: nel capitolo 10 dell'opera si racconta di una regione leggendaria in cui visse il bashe.
Il Grande Serpente mangia gli elefanti e dopo tre anni rigetta le loro ossa. [...] I serpenti della terra del Grande serpente sono verdi, gialli, scarlatti o neri. Ci viene tramandato che i serpenti neri hanno la testa verde. La terra del Grande Serpente si stende ad ovest della regione dei rinoceronti. (tr. Birrell 2000:136, cf. Schiffeler 1978:97) 
Guo Pu (276-324), commentatore dello Shanhaijing, compara il ba con il pitone ran (蚺), il quale si nutre di grossi animali e può crescere fino a 100 xun 尋 (circa 270 metri di lunghezza). Guo nota altresì che questa incredibile lunghezza può essere raggiunta anche dal changshe (長蛇 "long snake"), che secondo lo Shanhaijing vive sul monte Daxian (大咸).
Qui vive un serpente chiamato lungo-serpente; il suo pelo ricorda le setole del maiale. Il suo verso è come il sonaglio di un guardiano notturno. (3, tr. Birrell 2000:40, cf. Schiffeler 1978:109)

Wolfram Eberhard, studioso del folklore cinese, collega il bashe con il leggendario arciere Houyi (后翌), che discese dal paradiso per combattere le forze del male. Una delle vittime di Houyi è appunto un mostruoso serpente che vive presso il Lago Dongting. Eberhard (1968:84) conclude che tutti i serpenti giganti come bashe, xiushe e ranshe erano tipici del Sud della Cina, ma non facevano parte del culto dei serpenti in voga fra gli antichi popoli Yue.